# جوزفین تی
جوزفین تی (انگلیسی: Josephine Tey؛ ۲۵ ژوئیه ۱۸۹۶ - ۱۳ فوریه ۱۹۵۲) یک نویسنده اهل بریتانیا بود.
از آثار وی فیلم‌هایی همچون جوان و بی‌گناه و پارانویک ساخته شده است.